# Saint-Mammès
Saint-Mammès é uma comuna francesa localizada na região administrativa da Île-de-France, no departamento Sena e Marne. A comuna possui 3007 habitantes segundo o censo de 1990.